# Đại sứ thương hiệu

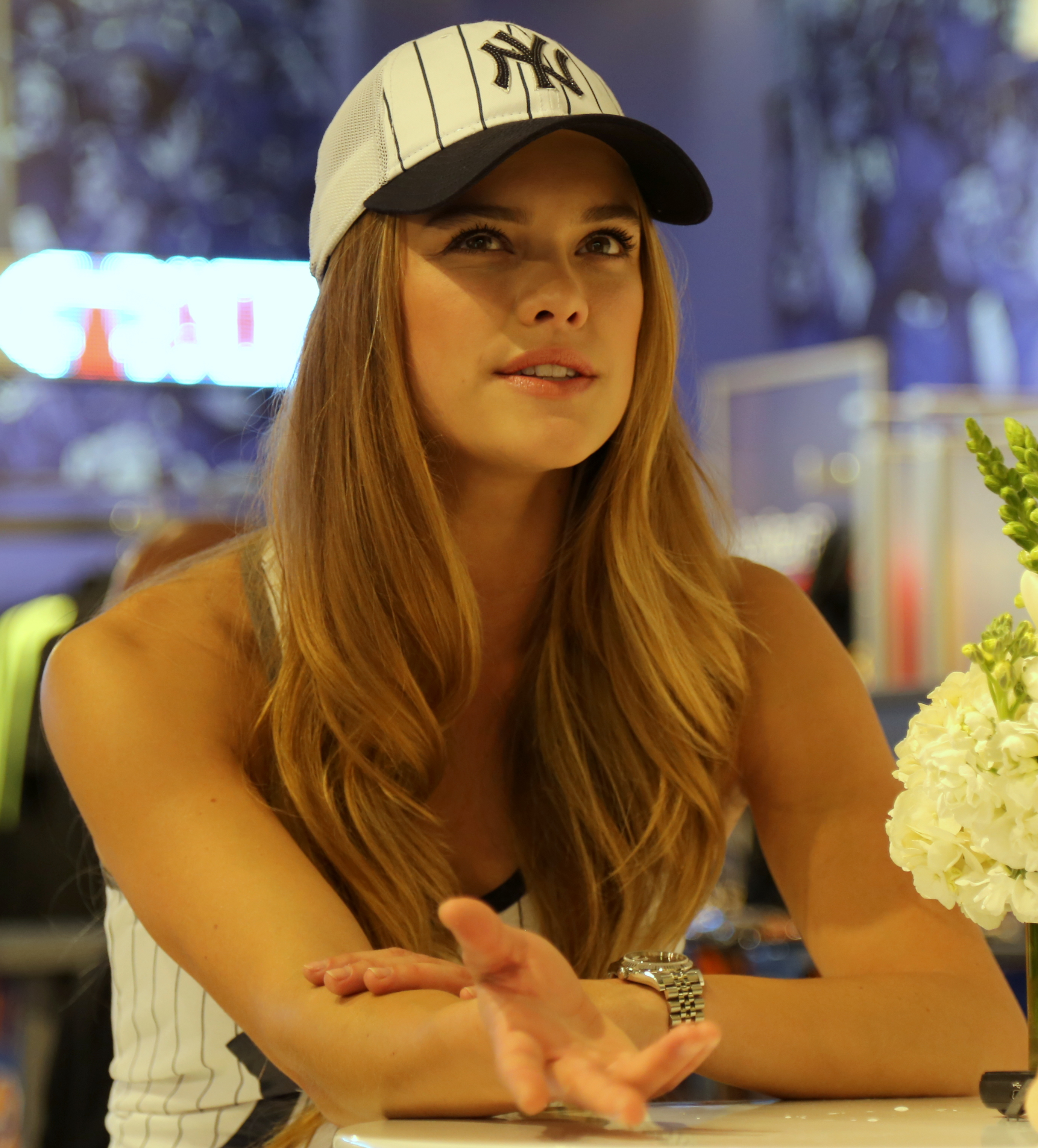
Nina Agdal là gương mặt đại diện cho thương hiệu New Era

Đại sứ thương hiệu (Brand ambassador) hay còn gọi là Gương mặt đại diện hay Đại sứ doanh nghiệp (Corporate ambassador) là một cá nhân được một tổ chức hoặc công ty thuê để đại diện cho thương hiệu của mình nhằm giúp tăng yếu tố nhận diện thương hiệu, nhãn hàng và doanh số bán hàng. Đại sứ thương hiệu hiện diện có nghĩa là cách thể hiện bản sắc công ty về ngoại hình, phong thái, giá trị, đẳng cấp và tư cách. Yếu tố chính của đại sứ thương hiệu là khả năng sử dụng chiến lược khuyến mại sẽ củng cố mối quan hệ khách hàng-sản phẩm-dịch vụ, tác động đến lượng lớn đối tượng để mua và tiêu thụ nhiều hơn. Các đại sứ thương hiệu chủ yếu được biết đến như một người phát ngôn tích cực, một người lên tiếng dẫn dắt hoặc một người có ảnh hưởng trong cộng đồng, được bổ nhiệm làm tác nhân nội bộ hoặc bên ngoài để thúc đẩy doanh số bán sản phẩm hoặc dịch vụ và tạo nhận thức về thương hiệu. 

## Đại cương
Ngày nay, "đại sứ thương hiệu" như một thuật ngữ đã mở rộng ra ngoài thương hiệu người nổi tiếng (Quảng bá thương hiệu bằng người nổi tiếng) thành thương hiệu bản thân hoặc thương hiệu cá nhân. Những nhân vật chuyên nghiệp, chẳng hạn như đại sứ thiện chí và phi lợi nhuận, người mẫu quảng cáo, người đã sử dụng sản phảm (người trải nghiệm dùng thử và phát biểu cảm tưởng) và người ủng hộ thương hiệu đã hình thành như một phần mở rộng của cùng một khái niệm, có tính đến các yêu cầu của mọi công ty. Thuật ngữ đại sứ thương hiệu ám chỉ một dạng hàng hóa bao gồm tất cả các loại nhân viên sự kiện, bao gồm cả người dẫn chương trình triển lãm thương mại, thành viên quảng cáo trong cửa hàng và nhóm đường phố. Trước đây, công việc của một đại sứ thương hiệu thường do một người nổi tiếng hoặc một nhân vật của công chúng đảm nhiệm, những người được trả công xứng đáng cho thời gian và công sức của họ. Tuy nhiên, ngày nay, một đại sứ thương hiệu có thể là bất kỳ ai có kiến thức hoặc có thể xác định được một số nhu cầu nhất định của thương hiệu. Ngành công nghiệp thời trang vẫn chỉ dựa vào khách hàng là người nổi tiếng để duy trì vị trí đại sứ thương hiệu. Hơn nữa, đại sứ thương hiệu được coi là nhân viên bán hàng chính cho một sản phẩm hoặc dịch vụ được cung cấp. Họ phải luôn cập nhật thông tin về thương hiệu mà họ làm đại diện, vì bản chất của họ là người trực tiếp giải đáp thắc mắc của người tiêu dùng. Công việc của đại sứ thương hiệu là thúc đẩy kết quả thông qua các công cụ truyền thông công khai, chẳng hạn như truyền thông xã hội, hoặc riêng tư bao gồm thư điện tử (email), tin nhắn và các kênh một-đối-một (đối mặt trực diện) khác.